# Jared Houston
Pour les articles homonymes, voir Houston (homonymie).
Jared Houston est un bodyboardeur sud-africain originaire de Table View. Il participe à l'IBA World Tour 2011.